# Suguru Asanuma
Suguru Asanuma (født 12. april 1992) er en japansk fodboldspiller, som spiller for den japanske fodboldklub YSCC Yokohama.